# Mount Orville
Mount Orville ist ein 3199 m hoher Berg in der Fairweather Range in Alaska (USA). Seine Erstbesteigung gilt bis heute als umstritten.

## Lage
Mount Orville befindet sich in der Fairweather Range im Glacier-Bay-Nationalpark im Panhandle von Alaska. Der Zustieg ist nur mit speziellen Gletscherflugzeugen möglich.

## Wetter
In der gesamten Region herrschen eher raue Bedingungen mit zum Teil extremen Stürmen. Entgegensetzt zur deutschen Übersetzung von Fairweather, ist das Wetter in der Region alles andere als schön und beständig. Das Klima von Mount Orville befindet sich unter dem Einfluss des Golfs von Alaska.

## Besteigungsgeschichte
Bergbesteigungen in der gesamten Fairweather Range sind nur erfahrenen Bergsteigern vorbehalten. Die extremen Wetterbedingungen und technisch anspruchsvollen Gipfel gelten als größte Herausforderung in dieser Region.
Durch die Exposition gegenüber Küstenstürmen und die hohe Lawinengefahr, wird der südliche Teil der Fairweather Range gemieden. Die Erschließungsaktivität beschränkt sich somit auf eine überschaubare Anzahl von Expeditionen.
In den 1970er Jahren bemühten sich einige Expeditionen um die Erstbesteigung von Mount Orville. Erst im Jahre 1995 kam es zu einer in der Bergsteigerszene umstrittenen Erstbesteigung. Die US-Amerikaner Steve Carroll, Philip Kauffman und Patrick Simmons unternahmen von 1992 bis 1995 verschiedene Besteigungsversuche, im Jahre 1995 sollen sie nach bisher kontroversen Aussagen den Gipfel erreicht haben. Alle drei Bergsteiger kamen beim Abstieg durch eine Lawine ums Leben. Im Jahr 2011 scheiterte eine britisch-neuseeländische Expedition um Paul Knott, die durch die Mount Everest Foundation unterstützt wurde.

## Namensgebung
Der Berg trägt seinen Namen nach dem US-amerikanischen Flugzeugbauer Orville Wright, ein Nachbargipfel, Mount Wilbur, trägt den Namen seines Bruders Wilbur Wright.